# Playa de Los Abriguitos
Playa de Los Abriguitos es una playa de la isla de Tenerife (Canarias, España), situada en el municipio de Arico, en la localidad de Porís de Abona, aunque se accede a ella principalmente por el núcleo de Abades.
Está situada entre la punta de los Abrigos al norte y la punta los Abades al sur.
En el lado norte se encuentra también el Faro de Punta Abona y un antiguo sanatorio (leprosería) que nunca llegó a usarse y que hasta el año 2000 fue campo de maniobras del ejército español.
Sus arenas son se origen volcánico, de naturaleza basáltica y tonalidades blanquecinas.